# Lucio Dueñas
Lucio Dueñas (Torrijos, 12 de diciembre de 1817-ibid., 7 de noviembre de 1901) fue un sacerdote católico español. Defensor de la causa carlista, se puso al frente de una partida de voluntarios favorables al pretendiente Carlos María de Borbón con la que actuó por tierras de La Mancha.
Conocido como el cura de Alcabón, por la localidad toledana en la que ejercía de párroco, participó en la insurrección carlista de 1869, tras la que fue preso e indultado, y en abril de 1872 recorría de nuevo los pueblos de la provincia de Toledo al frente de un reducido grupo de partidarios con los que entró en Albarreal de Tajo, Hormigos y otras poblaciones enarbolando la bandera con el lema Dios, Patria, Rey. Perseguido por la Guardia Civil, siguió sus correrías por la provincia de Ciudad Real, hasta disolverse la partida en junio de ese mismo año. En julio fue detenido en Madrid, sorprendido en una sastrería de la calle de Arenal.

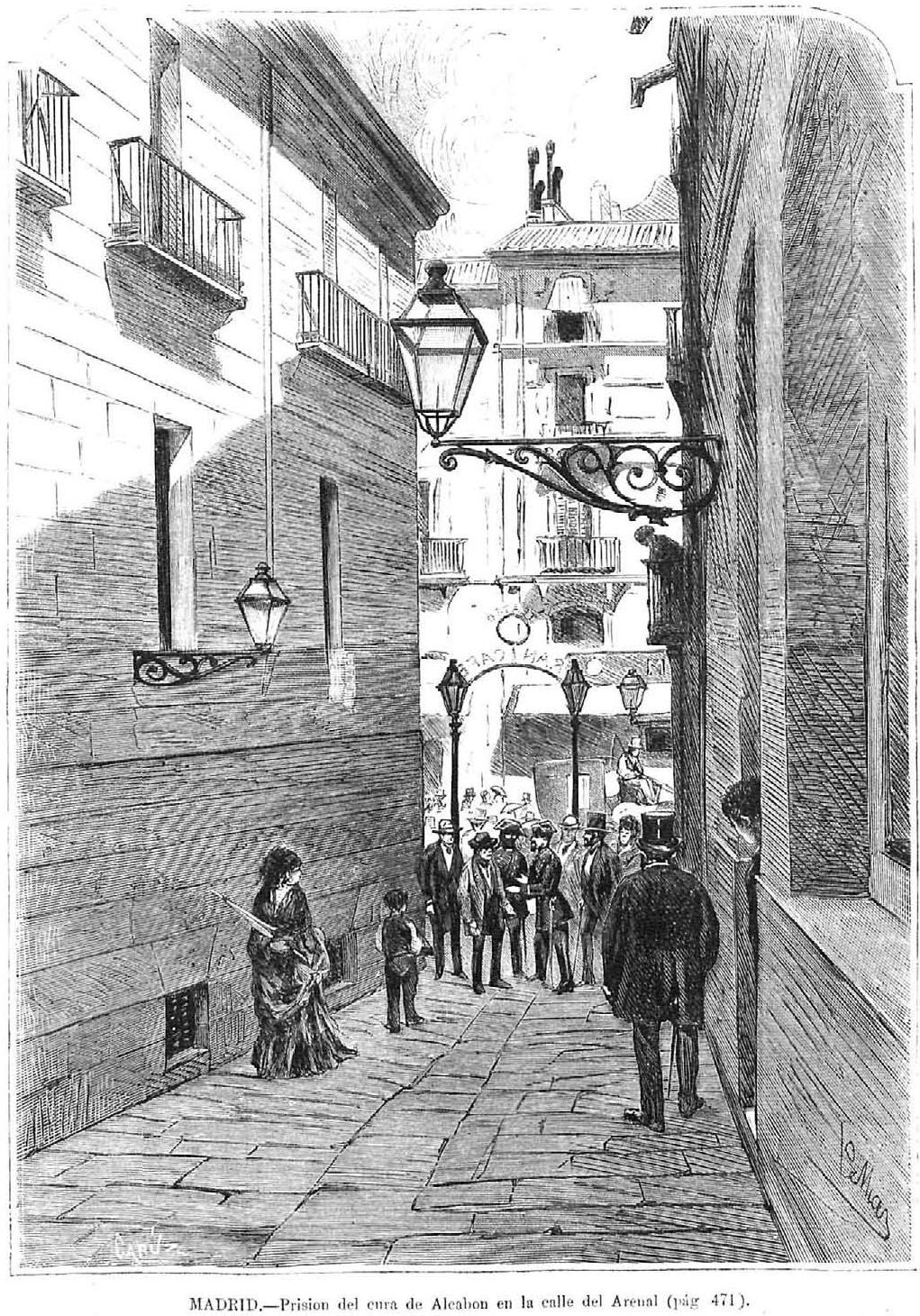
Prisión del cura de Alcabón en la calle del Arenal. Grabado de Capuz por dibujo de Josep Lluís Pellicer. La Ilustración Española y Americana, año XVI, n.º XXX, 8 de agosto de 1872, p. 469

Benito Pérez Galdós le dedica una semblanza en España sin rey, primera novela de la quinta serie de los Episodios Nacionales:

Por el camino repasaba Urríes en su mente el sinfín de manifestaciones eruptivas que infestaban a la Nación. Todo aquel sarpullido era por don Carlos y la Unidad católica. Indudablemente el ejemplar más castizo y picaresco de aquellos brotes insurreccionales fue el que la Historia designa con el epígrafe de El Cura de Alcabón. Era don Lucio Dueñas, según sus biógrafos, un clérigo chiquitín, casi enano, buen hombre en el fondo, pero tan fanático y cerril que perdía el sentido en cuanto el viento a sus orejas llevaba rumores de guerra carlista. Apenas se enteraba de que ateos y masones sacaban los pies de las alforjas, preparaba él las suyas llenándolas de víveres y cartuchos. Convocaba inmediatamente al vecindario del mísero pueblo de Alcabón, y entre mozos y viejos disponibles reclutaba una docena, o algo más, de gandules dispuestos a defender con su sangre y su vida la Unidad católica y la Monarquía absoluta. Hecho esto y reunida su mesnada, que rara vez pasó de veinte hombres, echaba la llave a la iglesia, cogía la escopeta, enjaezaba su rocín flaco, y, ¡hala!, a pelear por Dios y por Carlos VII.
El campo de operaciones del minúsculo guerrillero tonsurado era la banda Sur de la provincia de Toledo. Pasaba el Tajo por donde podía; evitaba los pueblos grandes; en los pequeños entraba impetuoso, arengando a su gavilla; pedía raciones, cebada y pan o lo que hubiese; y si en alguna parte le atendían, daba recibo en papel encabezado con este membrete: Real Comandancia de Toledo. Su refugio y descanso buscaba en Menasalbas o en Guadalerzas. Era en verdad delicioso y romancesco el cleriguillo de Alcabón. Hacía poco o ningún daño; no fusilaba; valíase de los muchos amigos que en la comarca tenía para escabullirse de la Guardia Civil; pedía y tomaba raciones; no despreciaba caballo cojo ni burro matalón, y aprovechando alguna coyuntura feliz arramblaba con los menguados fondos municipales. Como experto cazador de toda la vida, don Lucio conocía palmo a palmo el terreno. Alguna vez recalaba en la posesión de don Juan Prim, en Urda. El administrador, que era su amigo, le daba raciones y buen vino de las provistas bodegas del General. El jefe y los bigardos de la partida se apimplaban para hacer coraje, y luego salían por aquellos campos gritando como energúmenos: «¡Viva la Religión, viva la Virgen, viva don Carlos!». El exaltado cura, tan pequeñín que apenas se le veía sobre el jamelgo, se esforzaba en suplir su menguada estatura con la fiereza de sus gritos y la bizarría de sus actitudes.